# Шампанське (фільм)
«Шампанське» (англ. Champagne) — англійська німа кінокомедія режисера Альфреда Хічкока, знята у 1928 році за оповіданням англійського письменника і критика  Волтера Майкрофта.

## Сюжет
Бетті, дочка мільйонера, хоче вийти заміж за бідного Жана проти волі батька. Вона тікає до Франції, де живе в розкоші на гроші від батьківського підприємства — виробництва шампанського. Щоб провчити неслухняну дочку, мільйонер повідомляє їй про своє банкрутство. Тепер Бетті доведеться самій шукати засоби для існування. Дівчина влаштовується на роботу в нічний клуб.

## У ролях
- Бетті Балфур — Бетті
- Гордон Харкер — Марк, батько Бетті
- Фердинанд фон Олтен — чоловік
- Джин Брейдін — хлопець

## Цікаві факти
- У цьому фільмі вперше використали спецефекти, основані на стоп-кадрі.
- На початку фільму є знаменитий кадр, знятий через келих шампанського.
- Фільм був відновлений Національним Архівом Британського Інституту Кіно.